# Episodi di Provaci ancora prof! (sesta stagione)

Il logo della sesta stagione.

La sesta stagione della serie televisiva Provaci ancora prof! andò in onda in prima visione su Rai 1 dal 10 settembre 2015 al 18 ottobre 2015.
| nº | Titolo            | Prima TV Italia   |
| -- | ----------------- | ----------------- |
| 1  | Passioni sprecate | 10 settembre 2015 |
| 2  | Debiti pericolosi | 17 settembre 2015 |
| 3  | In trappola       | 24 settembre 2015 |
| 4  | Le ali spezzate   | 29 settembre 2015 |
| 5  | Il giro giusto    | 1º ottobre 2015   |
| 6  | L'ultima litigata | 4 ottobre 2015    |
| 7  | Fuori servizio    | 11 ottobre 2015   |
| 8  | Primo amore       | 18 ottobre 2015   |

Fanno parte del cast fisso Veronica Pivetti (Camilla Baudino), Enzo Decaro (Renzo Ferrero), Paolo Conticini (Gaetano Berardi), Pino Ammendola (Ispettore Torre), Carmen Tejedera (Carmen), Daniela Terreri (Lucianona), Ludovica Gargari (Livietta), Luca Murphy (George)

## Passioni sprecate
- Diretto da: Enrico Oldoini e Francesca Marra
- Scritto da: Dido Castelli

### Trama
Renzo, ubriaco, si concede una scappatella di nuovo con la collega Carmen, che rimane perfino incinta, e questa volta Camilla, sconvolta, decide di separarsi davvero dal marito. Renzo vorrebbe provare a rimediare in qualche modo, ma Camilla è irremovibile e, nel cercare di superare questo brutto momento, ha come sempre al suo fianco Gaetano. Nel frattempo viene trovato morto un ultras e cominciano le indagini. Intanto Livietta torna cambiata da un viaggio-studio a Londra e con una novità sentimentale: George, un deejay.
- Altri interpreti: Stefania Blandeburgo (Sign.ra Brusoni, madre di Denis e Mirko), Moisè Curia (Denis Brusoni).
- Ascolti Italia: telespettatori 5 147 000 – share 22,62%[1]

## Debiti pericolosi
- Diretto da: Enrico Oldoini e Francesca Marra
- Scritto da:

### Trama
Camilla si reca in ospedale per una visita, e lì incontra una dottoressa, Francesca, nonché sua vecchia amica. Intanto in ospedale un paziente viene ucciso e cominciano le indagini e Berardi trova un collegamento tra la vittima e Francesca. Renzo rivela alla figlia il motivo per cui lui e Camilla si stanno separando e la ragazza, delusa e amareggiata, litiga con il padre. Inoltre Livietta vorrebbe trasferirsi a Londra per poter vivere con George, ma sia Camilla che Renzo non sono affatto d'accordo e complice la difficile situazione che sta vivendo la madre Camilla, si convince a restare per poter terminare gli esami di maturità e per restare al fianco della madre. Inoltre, essendo la prof ormai diventata una donna libera, lei e Gaetano iniziano ad avvicinarsi seriamente.
- Altri interpreti: Irene Ferri (Francesca Gariglio), Noemi Angeloni (Deborah Sardella), Lorenzo Balducci (Roberto Airaudo), Danilo Brugia (Sergio).
- Ascolti Italia: telespettatori 4 980 000 – share 22,22%[2]

## In trappola
- Diretto da: Enrico Oldoini e Francesca Marra
- Scritto da:

### Trama
Livietta compie diciotto anni e Renzo e Camilla fanno di tutto per organizzare un bellissimo party nonostante la loro imminente separazione. Nel frattempo, Gemma, la zia di una studentessa di Camilla viene trovata uccisa e la prof e il commissario Berardi subito si mettono al lavoro. I sospettati principali sono Sara, la nipote della vittima e allieva di Camilla con grandissimi e gravi problemi di dipendenza legati al gioco motivo per cui la zia cercava disperatamente di aiutarla, e Kevin, il fidanzato della donna che restava con lei unicamente per questioni di soldi. Dopo ulteriori indagini, Camilla e Sara scoprono e capiscono che il vero assassino è Henry, il ragazzo di Sara. Viene rivelato che il giovane, come Sara, soffre di una patologica dipendenza nei confronti del gioco e che aveva speso ogni risparmio per vincere alle macchinette da slot, così disperato e ossessionato, aveva deciso di derubare al negozio della vittima per rubarle l'incasso, ma ha finito con l'ucciderla quando Gemma nel tentativo di difendersi e di allontanarlo, gli aveva puntato una pistola contro.
George, il fidanzato di Livietta, arriva da Londra per farle una sorpresa per il suo compleanno e farà a tutti un'ottima impressione. Inoltre il ragazzo coglie l'occasione per chiedere la mano a Livietta e quest'ultima rivela ai genitori di essere incinta. La notizia inaspettata è una sorpresa per Renzo e Camilla, che dopo lo shock e la comprensibile preoccupazione iniziale per Livietta, si scoprono molto contenti e l'evento da modo ai due di confrontarsi e avere un piccolissimo riavvicinamento in nome dell'aiuto che vogliono dare alla figlia e al futuro marito. Il piccolo Tommy deve ritornare dalla mamma e quindi Gaetano decide di trasferirsi nell'appartamento di fronte a quello di Camilla sullo stesso pianerottolo.
- Special Guest Star: Flavio Insinna attraverso un video frammento di un quiz televisivo.
- Altri interpreti: Cristiano Caccamo (Henry Basile), Fabrizio Bucci (Kevin Grassi), Monica Vallerini (Gemma Bertone), Paola Lavini (Marzia).

- Ascolti Italia: telespettatori 5 418 000 – share 22,37%[3]

## Le ali spezzate
- Diretto da: Enrico Oldoini e Francesca Marra
- Scritto da:

### Trama
Durante una elegante e facoltosa festa tra vecchi amici a cui si recano Renzo e Camilla, i due conoscono una giovane e avvenente personal trainer, Martina, che si occupa di Barbara, una vecchia amica di Camilla e sposata con il ricco avvocato Luigi De Blasi. Il giorno seguente la ragazza viene trovata morta in circostanze misteriose, dopo aver ricevuto un susseguirsi di violenti colpi contundenti alla schiena e alla testa. La notizia della morte di Martina sconvolge molti personaggi che in qualche modo sono collegati alla terribile tragedia e Camilla, insieme a Gaetano, Torre e all'ispettrice Balocco, è determinata a scoprire come. I primi sospetti ricadono sull'ex ragazzo di Martina, Bruno, con il quale la ragazza era rimasta in buoni rapporti, ma poi si scopre grazie alla testimonianza di Barbara, che Martina intratteneva una tormentata relazione con un uomo sposato. Si tratta del signor Daniele De Martino, che distrutto e sconvolto dalla morte dell'amante, confessa al commissariato che lui e Martina si amavano sinceramente e che era stato da lei la notte del delitto, ma di essersene andato urgentemente perché uno dei suoi figli si era ammalato, giurando solennemente la sua innocenza. Intanto Livietta sente la mancanza di George e avverte i primi segni della gravidanza, mentre Camilla e Gaetano flirtano apertamente. Nel mentre l'amica di Camilla, Barbara, tenta inspiegabilmente il suicidio con delle pillole e Camilla preoccupata, inizia a sospettare un possibile coinvolgimento tra la sua amica e l'uccisione di Martina. Contemporaneamente a tutte queste vicende, sia legate alle indagini che personali, Camilla e Gaetano non reggono più la tensione tra di loro: con una scusa la donna va dal commissario e i due trovandosi faccia a faccia si abbandonano finalmente e definitivamente ai loro sentimenti repressi per anni e alla passione reciproca che esplode prepotentemente, iniziando una appassionata storia segreta. Poco tempo dopo, parlando con Bruno ed un altro personal trainer, amico sia di Martina che di Bruno, Camilla viene a conoscenza di come Barbara sia da sempre vittima della gelosia morbosa, patologica e ossessiva del marito Luigi. Parlandone poi anche con Gaetano e con la testimonianza di due vicini di casa della vittima che dichiarano di averla sentita urlare quella notte proprio il nome dell'avvocato, i due arrivano alla stessa conclusione: l'assassino è il marito di Barbara. Quest'ultimo, in ospedale, si appresta ad uccidere la moglie quando questa minaccia di denunciarlo per poi aggredire Camilla che era sopraggiunta per salvarla. Messo alle strette, l'uomo confessa che quella notte, dopo essere rientrato dalla festa, non aveva trovato Barbara a casa e si era convinto che fosse scappata da Martina perché lo voleva lasciare. Giunto a casa della ragazza, ha iniziato ad inveire contro di lei e ad aggredirla e alla risposta di Martina, che aveva cominciato a difendersi colpendolo, Luigi, folle di rabbia e gelosia, si è accanito contro di lei fino ad ucciderla. Con Camilla al suo fianco, Barbara trova il coraggio di lasciare e denunciare lo spregevole marito e con la difficile esperienza, Camilla decide di intrattenere con la sua classe una importante e commovente lezione sul dire "BASTA", alla violenza. L'episodio si conclude con Camilla, Barbara e Bruno che visitano la tomba di Martina lasciandole dei fiori.
- Guest star: Andrea Roncato (Luigi Di Blasi)[4]
- Altri interpreti: Bettina Giovannini (Barbara Di Blasi), Michele Morrone (Bruno Sacchi), Daniele De Martino (Paolo Marella), Antonio Tallura (Luigi)
- Ascolti Italia: telespettatori 4 833 000 – share 18,57%[5]

## Il giro giusto
- Diretto da: Enrico Oldoini e Francesca Marra
- Scritto da:

### Trama
In Piazza San Carlo viene ritrovato il cadavere di Nancy, una diciassettenne, amica di un'allieva della Baudino. Intanto Camilla e Gaetano iniziano la loro storia d'amore, e frattempo George torna da Londra per aiutare Livietta coi preparativi del matrimonio. Renzo, mentre era in ascensore, per caso scopre della relazione tra la moglie ed il commissario vedendoli baciarsi sull'uscio di casa di quest'ultimo, e apparentemente reagisce bene alla cosa, sebbene poi finisca per tirare un cazzotto a Gaetano.
- Altri interpreti: Rosanna Banfi (Sign.ra Fassone, madre di Ambra), Stefano Viali (Riccardo Greco).
- Ascolti Italia: telespettatori 5 471 000 – share 22%[6]

## L'ultima litigata
- Diretto da: Enrico Oldoini e Francesca Marra
- Scritto da:

### Trama
Il matrimonio tra Livietta e George si avvicina e cominciano i preparativi per le nozze e per il viaggio a Ibiza. Intanto Camilla assiste ad una lite tra la stilista Holly e il proprietario della rosticceria sotto casa di lei, il quale viene trovato morto la mattina successiva. Holly è sospettata di omicidio, e questo mette anche a rischio l'imminente matrimonio, poiché lei non riesce a lavorare sul vestito da sposa che doveva cucire per Livietta. Intanto tra quest'ultima e George accadono alcuni piccoli attriti, che poi si risolvono, nel mentre che la famiglia di lui giunge da Londra per conoscere Renzo e Camilla. La prof comincia a trascurare Gaetano perché è presa dagli imminenti impegni relativi al matrimonio della figlia, ma cerca di trovare il modo di ritagliarsi del tempo anche per lui, e inoltre riesce a rivelare a Livietta della loro storia (anche se la figlia in realtà già lo aveva capito), mentre Renzo, convinto dalla figlia, chiede scusa a Gaetano per il brutto gesto compiuto in precedenza. Arriva poi il grande giorno del matrimonio di Livietta e George, che poi partono per il loro viaggio di nozze. Gaetano comincia ad essere geloso di Camilla e del tempo che lei dedica alla sua famiglia piuttosto che a lui.
- Altri interpreti: Robert Madison (John Turner, padre di George), Federica Picone (Linda Turner, madre di George), Alessandro Rossi (Sign. Scalzi), Marta Paoletti (Holly/Olivia Conti), Matteo Taranto, Gloria Radulescu (Dorina Balan), Maximilian Dirr (Emir Dumitrescu), Valon Retkoceri (Petru Balan), Alfredo Pea (Sign. Peretti, padre di Nicolò).
- Ascolti Italia: telespettatori 5 051 000 – share 20,43%[7]

## Fuori servizio
- Diretto da: Enrico Oldoini e Francesca Marra
- Scritto da:

### Trama
Camilla è in un momento di crisi perché da una parte c'e Renzo e dall'altra Gaetano e il fascino di essere single, ma le attenzioni saranno su Livietta e la sua gravidanza. Nel frattempo viene trovato morto un poliziotto, il fidanzato di Niccolò, un alunno di Camilla che all'inizio non parlerà della notte del delitto per non rivelare la sua omosessualità al padre, ma quando a causa di questa vicenda Camilla si troverà in pericolo, egli, preso dal rimorso e dal senso di colpa, aiuterà il commissario nelle indagini.
- Altri interpreti: Alfredo Pea (Sign. Peretti), Riccardo Maria Manera (Rubini), Nicola Trambusti (Fernando Brachetti), Ralph Palka
- Ascolti Italia: telespettatori 5 139 000 – share 20,91%[8]

## Primo amore
- Diretto da: Enrico Oldoini e Francesca Marra
- Scritto da:

### Trama
Livietta e Carmen sono arrivate alla fine della gravidanza e anche l'anno scolastico è alla conclusione. Intanto Renzo e Gaetano non avranno vita facile perché Camilla incontra una sua vecchia fiamma, Michele Carpi, il quale però viene accusato della morte di un imprenditore. Camilla crede nella sua innocenza, ma il commissario Berardi ha difficoltà ad essere obiettivo in quanto geloso. Il triangolo amoroso infatti si complica, con l'aggiunta anche di Michele. Renzo e Gaetano addirittura cercano di allearsi per poterlo togliere di mezzo, ma in realtà Michele è innocente, perciò il commissario non può fare alcunché. Renzo e Camilla dovrebbero andare dal giudice per la separazione, ma Camilla arriva in ritardo a causa del traffico, e tale appuntamento viene rimandato (Renzo nel frattempo aveva rifiutato un'importante proposta di lavoro proveniente da Tokyo). La prof intanto è sempre più confusa, non sa più cosa e chi scegliere tra il marito, Gaetano e la sua vecchia fiamma... E così, nel giorno in cui nascono contemporaneamente il figlio di Renzo e Carmen (chiamato Lorenzo) e la figlia di Livietta e George (chiamata Camilla in onore della nonna), lei decide di prendere per il momento una pausa da tutti e di sentirsi una donna libera ed indipendente, dedita solamente a fare la nonna.
- Altri interpreti: Enrico Lo Verso (Michele Carpi), Gabriele Greco (Corrado Sartori), Francesca Nerozzi (Stella Sartori), Marco Cavicchioli (Oreste), Marilyn Gallo (Sign.ra Neri), Biancamaria Lelli (Eugenia)